# 嶋永太郎

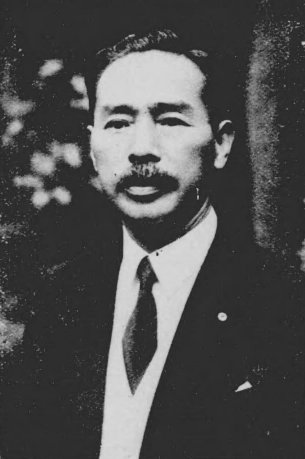
嶋永太郎

嶋 永太郎（しま えいたろう、1880年（明治13年）2月20日 - 1942年（昭和17年）3月7日）は、日本の陸軍軍人、小倉市長。最終階級は陸軍中将。栄典は正四位・勲二等・功五級。

## 人物
福岡県出身。1901年（明治34年）に陸軍士官学校（第13期）を卒業した後、歩兵第47連隊に配属され、日露戦争に従軍した。1911年（明治44年）に陸軍大学校（第23期）を卒業し、参謀本部に勤務。関東軍司令部勤務を経て、歩兵第14連隊長、第7師団参謀長、歩兵第10旅団長などを歴任した。
1933年（昭和8年）3月30日、予備役編入となる。
1934年（昭和9年）から2年間、九州帝国大学法文学部で法学・政治学・経済学を学ぶ。1938年（昭和13年）4月20日に小倉市長に選出され、1942年3月7日に死去するまで在任した。

## 参考資料
- 『陸海軍将官人事総覧・陸軍篇』 芙蓉書房
- 『官報』1942年6月24日 官吏卒去及死去 「正四位 勲二等 功五級 陸軍中将 嶋永太郎ハ本年三月七日卒去」
- 『自治制実施五十周年記念 全国市長銘鑑』、帝国自治協会、1938年